# Michael Haunschmid
Michael Haunschmid (* 31. Dezember 1989) ist ein österreichischer Fußballtorwart, der zuletzt bei AEL Limassol in der Zypriotischen First Division, der höchsten Spielklasse im zypriotischen Fußball, spielte. Seit Sommer 2017 spielt er als Amateur bei der Wiener Viktoria.

## Karriere

### Jugend und Vereinskarriere
Haunschmid begann seine aktive Karriere als Fußballtorhüter im Jahre 1996 im Nachwuchsbereich des SK Rapid Wien in der österreichischen Bundeshauptstadt Wien. Dort durchlief er bis 2007 alle Jugendmannschaften, wurde aber noch in seiner Jugendzeit an verschiedene unterklassige Vereine an deren Kampfmannschaft verliehen. So hütete er von Mai bis Juni 2006 das Tor des FC Heidenreichstein in der niederösterreichischen Landstadt Heidenreichstein im Bezirk Gmünd. Nach dem nur kurzen Aufenthalt und der Rückkehr zu seinem Stammverein wechselte Haunschmid im Juli 2006, abermals auf Leihbasis, zum 1. Simmeringer SC in die viertklassige Wiener Stadtliga. Beim Verein aus dem elften Wiener Gemeindebezirk Simmering kam er zu mehreren Einsätzen, ehe er im Jänner 2007 seine Rückkehr zu Rapid Wien antrat. Nachdem er am 5. Jänner bei seinem Stammverein gemeldet war, wurde er nur drei Tage später ein weiteres Mal verliehen. Haunschmids nächste Station war hierbei die DSV Fortuna 05 aus dem 19. Gemeindebezirk Döbling. Nach einem knappen halben Jahr bei der Döblinger Sportvereinigung und der Heimkehr zum SK Rapid Wien stand Haunschmid ab der Saison 2007/08 im Kader der Bundesligamannschaft des Vereins. Während der Saison stand er hinter Helge Payer, Raimund Hedl und Andreas Lukse als vierter Torwart im Kader und hatte so kaum Aussichten auf einen Profieinsatz.
Beim 5:1-Heimsieg über den SV Horn am 29. Februar 2008 gab er schließlich sein Mannschaftsdebüt für die Amateure des SK Rapid Wien in der drittklassigen Regionalliga Ost, der höchsten Amateurspielklasse des Landes. Bis kurz vor Ende der Spielzeit absolvierte Haunschmid neun Meisterschaftspartien und erhielt in seinem letzten Spiel am 9. Mai 2008 beim 3:2-Auswärtssieg über den Wiener Sportklub in der 47. Minute wegen einer Tätlichkeit die rote Karte. Außer ihm wurden in der Partie drei weitere Mitglieder seiner Mannschaft frühzeitig vom Platz geschickt.
Zur Sommerpause vor der Saison 2008/09 folgte für den damals 19-Jährigen ein Wechsel nach Vorarlberg zum SC Austria Lustenau. Beim Verein, dessen Kampfmannschaft ihren Spielbetrieb in der zweitklassigen Ersten Liga hat, gab Haunschmid bereits in der fünften Runde sein Profidebüt. Bei der 2:3-Heimniederlage gegen den FC Wacker Innsbruck wurde er in der zehnten Spielminute für Andreas Morscher eingewechselt, der verletzungsbedingt ausfiel. Insgesamt absolvierte Haunschmid von Runde 5 bis Runde 14 zehn Ligaspiele für den Verein aus Lustenau. Des Weiteren absolvierte er das einzige Spiel des SC Austria Lustenau im ÖFB-Cup 2008/09, wobei er in der ersten Runde gegen den FC Wels über 120 Minuten das Tor hütete und die Mannschaft erst nach dem Elfmeterschießen aus dem Bewerb ausschied.
Anfang Juli 2009 drohte die Vereinsführung dem jungen Torwart mit einer fristlosen Kündigung, da dieser bei einem Ortsvereineturnier ohne Erlaubnis seines Klubs mitgespielt hat und dabei auch noch ausfällig wurde. Beim Verein selbst fiel er meist mehr wegen seiner Eskapaden, als wegen seiner Leistungen auf.
Am 3. August 2009 wurde Haunschmids Wechsel nach Zypern zum dort in der höchsten Liga spielenden AEL Limassol bekanntgegeben. Beim Verein unterschrieb er einen Einjahresvertrag mit einer vereinsseitigen Option auf weitere drei Jahre.

### International
Haunschmid sammelte bereits Erfahrung in der österreichischen U-17-Auswahl. Des Weiteren kam er 2005 in der Qualifikation zur U-17-EM 2007 in Belgien zum Einsatz und spielte unter anderem gegen die georgische U-17-Nationalmannschaft.